# Henry Chadwick (Theologe)
Sir Henry Chadwick (* 23. Juni 1920 in Bromley (London); † 17. Juni 2008 in Oxford) war ein britischer anglikanischer Theologe und Kirchenhistoriker (Patristiker).

## Leben
Henry Chadwick studierte an der University of Cambridge Musik und Theologie und lehrte von 1959 bis 1969 als Regius Professor of Divinity and Canon of Christ Church der University of Oxford, im Anschluss von 1969 bis 1979 als Dean of Christ Church in Oxford. Von 1979 lehrte er als Regius Professors of Divinity an der University of Cambridge.

## Ehrungen
1991 erhielt er den Dr.-Leopold-Lucas-Preis. Chadwick war Mitglied der British Academy, korrespondierendes Mitglied der Göttinger Akademie der Wissenschaften, korrespondierendes Mitglied der Philosophisch-historischen Klasse der Bayerischen Akademie der Wissenschaften (BAdW), der American Academy of Arts and Sciences (1970) und der American Philosophical Society (1982), mehrfacher theologischer Ehrendoktor u. a. der Universitäten Jena (1997) und Uppsala sowie Knight of the British Empire. Im Jahr 1998 wurde Chadwick Ehrenmitglied der Akademie gemeinnütziger Wissenschaften zu Erfurt. Henry Chadwick war außerdem Mitglied des Ordens Pour le Mérite für Wissenschaft und Künste.

## Schriften (Auswahl)
- Origen: Contra Celsum. Cambridge University Press, Cambridge 1953 (korrigierter Nachdruck 1965).
- Lessing’s Theological Writings. Selected and Translated. Stanford University Press, 1957.
- The Sentences of Sextus. A contribution to the history of early Christian ethics (= Texts and studies. Nova Series, Band 5). Cambridge University Press, Cambridge 1959 (Taschenbuchausgabe 2003, ISBN 0-521-04597-5).
- Early Christian Thought and The Classical Tradition: Studies in Justin, Clement, and Origen. Clarendon Press, Oxford 1966.
- The early church (= The Pelican history of the church. Band 1). Penguin Books, Harmondsworth 1967 (überarbeitete Ausgabe 1993).
  - Deutsche Übersetzung: Die Kirche in der antiken Welt. De Gruyter, Berlin 1972, ISBN 3-11-002268-0.
- Priscillian of Avila: The Occult and the Charismatic in the Early Church. Clarendon Press, Oxford 1976, ISBN 0-19-826643-X.
- Boethius. The consolations of music, logic, theology, and philosophy. Clarendon Press, Oxford 1981, ISBN 0-19-826447-X.
- History and thought of the early church (= Collected studies series. Band 164). Variorum, London 1982, ISBN 0-86078-112-7 (Sammlung früherer Aufsätze).
- Augustine (Past Masters). Oxford University Press, Oxford 1986, ISBN 0-19-287535-3.
  - Deutsche Übersetzung: Augustin. Vandenhoeck & Ruprecht, Göttingen 1987, ISBN 3-525-33534-2 (Digitalisat).
- Saint Augustine: Confessions. Translation, introduction, notes. Oxford 1991.
- Heresy and orthodoxy in the early church (= Collected studies series. Band 342). Varorium, Aldershot 1991, ISBN 0-86078-294-8 (Sammlung früherer Aufsätze).
- Tradition and exploration. Collected papers on theology and the Church. Canterbury Press, Norwich 1994, ISBN 1-85311-082-5.
- Antike Schriftauslegung (= Hans-Lietzmann-Vorlesungen. Band 3). Walter de Gruyter, Berlin/New York 1998, ISBN 3-11-016168-0.
- Augustine: A Very Short Introduction. Oxford University Press, 2001.
- The Church in Ancient Society: From Galilee to Gregory the Great (Oxford History of the Christian Church). Oxford University Press, Oxford 2001, ISBN 0-19-924695-5.
- East and West: The Making of a Rift in the Church. From apostolic times until the Council of Florence (History of the Christian Church). Oxford University Press, Oxford 2003, ISBN 0-19-926457-0.
- Studies on ancient Christianity (= Variorum collected studies series. Band 832). Ashgate Variorum, Aldershot 2006, ISBN 978-0-86078-976-5.
- Augustine of Hippo. A Life. Oxford University Press, Oxford 2009, ISBN 978-0-19-956830-7.